# إدوارد جيمس (سياسي كندي)
إدوارد جيمس هو قاضي وسياسي كندي، ولد في 1757، وتوفي في 16 يوليو 1841. انتخب عضو مجلس نواب نوفا سكوتيا.